# 大额美国纸币

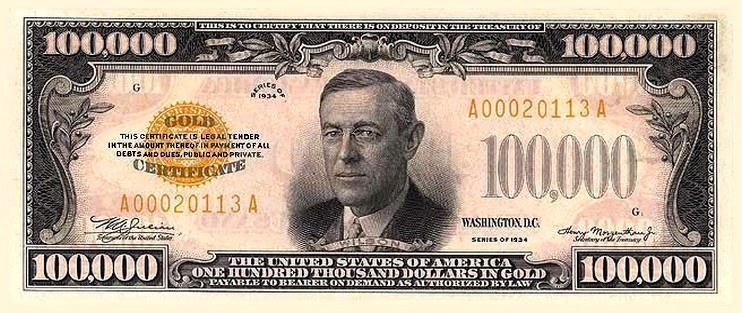
1934年发行的100,000美元（金币券）正面

大面额美元鈔票指面额超过100美元的美元纸币。
自1861年起，美国政府开始印刷面额超过100美元的纸币，当时发行的大额纸币面额有500元、1,000元和5,000元。1865年发行了面额为10,000美元的纸币。面额为100,000美元的纸币，則只曾在1934年印刷了42,000张金幣劵，而且从未投入流通，只是作为联邦储备银行之间的转账和结算券。
大面额美元纸币的设计图案经过多次改变，自1928年之后，其尺寸与1至100美元的纸币大小相同，设计也相似，正面为总统和政治家头像，背面为面额和花纹卷涡纹饰。

## 正面人物肖像

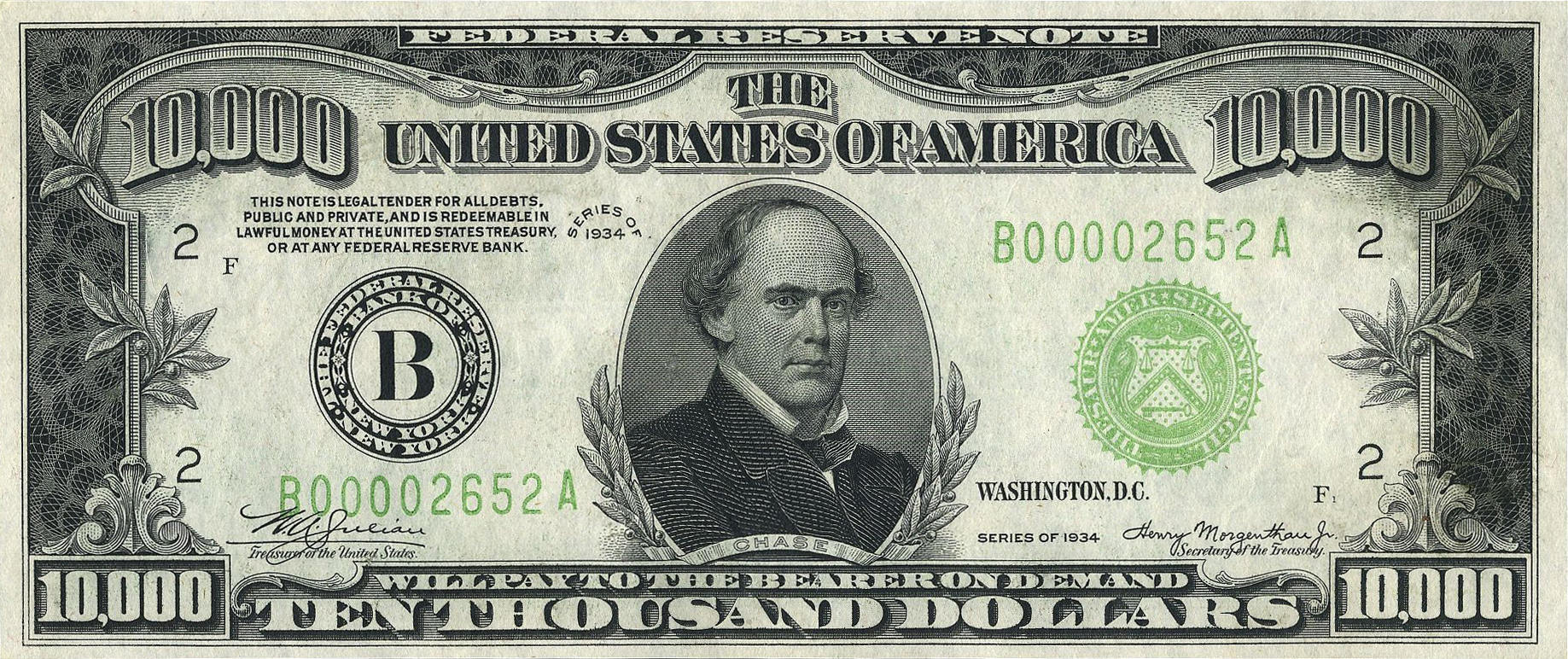
1928年发行的10,000美元（联邦储备券）正面

- 500美元：威廉·麦金莱（William McKinley，美国第25届总统）。由雕版家约瑟夫·艾斯勒雕刻。
- 1,000美元：格罗弗·克利夫兰（Grover Cleveland，美国第22、第24届总统）。由雕版家约瑟夫·艾斯勒雕刻。
- 5,000美元：詹姆斯·麦迪逊（James Madison，美国第4届总统）。由雕版家阿尔弗雷德·西勒在1869年雕刻。
- 10,000美元：萨蒙·P·蔡斯（Salmon Portland Chase，美国财政部长）
- 100,000美元：伍德罗·威尔逊（Woodrow Wilson美国第28届总统）。由C.F.斯迈利雕刻。背面由制版家F.鲍林雕刻。

## 面值
在美国发行的各种美元币种中，联邦储备券系列包括500、1,000、5,000、10,000美元面值，金币券包括1,000、10,000和100,000美元面值。其他币种没有面额超过100美元的大额纸币。

## 流通
1933年3月9日，美国总统罗斯福（Franklin Delano Roosevelt）签署总统令，终止了金币券的流通，将其不论面额全部收回，仍然持有者可被罸款及監禁。禁令至1963年方告解除。民間仍然流通之極少量金币券，政府仍可以按面值標示的美元收回，但一般成為藏品。
1946年以后美国不再印行新的大面额纸币，但仍有少量流出市面。至1969年，在尼克松总统签署针对有组织犯罪的相关法案之后，不再印發出面额在100美元以上的大面额纸币，並對這些大額紙幣實行“只收不付”政策。按法例，此等纸币仍是合法通貨。
直至2009年5月30日，仍然在市面流通的10,000美元鈔票只有336張，5,000美元鈔票只有342張，1,000美元鈔票則有165,372張。因此，一些收藏家願意以高於面額蒐集這些鈔票。另外有一部份被外國博物館收藏。